# Театр сучасного діалогу
Театр сучасного діалогу — український незалежний театр, створений у 2015 в Полтаві групою театральних діячів на чолі з драматургинею Іриною Гарець.

Театр Сучасного Діалогу розпочав своє існування на базі Полтавської театральної лабораторії «ПолТеЛа», яка з 2011 року працювала у напрямку Нова драма. Заснувала її драматургиня, переможниця чисельних українських та міжнародних конкурсів, зокрема Тиждень актуальної п'єси, — Ірина Гарець. Чотири роки «ПолТеЛа» знайомила полтавців із сучасною драматургією, з новими для Полтави форматами — читками, свідоцьким та документальним театрами, взявши вектор соціального критичного театру.
У 2015 році спільно з Полтавською філією Суспільної служби України та її керівницею Ганною Кіященко, був створений проєктний Театр Сучасного Діалогу, який об'єднав митців Полтави (акторів полтавських театрів, поетів, студентів, громадських активістів) задля спільної мети — створення актуальних та соціально важливих вистав, відеороликів, майстер-класів, тренінгів та формуванню культурного простору Полтавщини.
У більшості випадків театр працює з документальними постановками, основні теми:  інтеграція та адаптація ВПО в місцеві громади, мова ворожнечі, стереотипи, толерантність, права та обов'язки громадянина.
Крім постановок, «Театр сучасного діалогу» також проводить неформальне навчання за напрямками театру, загального розуміння сучасного мистецтва та громадянської компетентності.

## Вистави
1. «Zlatomisto» (2015), реж. Галина Джикаєва, драм. Ірина Гарець, кур. Ганна Кіященко. Вистава демонструвалася показана в різних містах України: Полтава, Харків, Київ, Черкаси, а також в Краматорську на Форумі «UkraineLab: Розвиток громад та локальні ініціативи в (пост)кризових регіонах», м. Дніпро. Також у 2016 році на ГогольFest2.
2. «Теорія Великого Фільтра» (2016), реж. Роза Саркісян , драм. Ірина Гарець, кур. Ірина Гарець.

Актори: Сергій Макаренко, Анастасія Яковенко, Наталя Баранник, Надія Миколаєнко, Анна Демчіхіна.
«Сучасні театральні майданчики — осередки громадянської активності» — куратор проєкту Ірина Гарець
1. «Що робити в Попасній після шостої вечора?» (2017), реж. Антон Романов, драм. Ден Гуменний. Спільно з PostPlay Театром м. Попасна
2. «Подвійні стандарти» (2017) реж. Алік Сардарян, драм. Ірина Гарець. Спільно з ГО МІСТ 3.0. м. Лисичанськ
3. «Не Критикавать» (2017) реж. Ігор Білиць, драм. Ірина Гарець. Спільно з БФ «Карітас-Сєвєвродонецьк» м. Сєвєродонецьк
4. «Потяг Історії» (2017) реж. Джек Кловер, драм. Анастасія Косодій. Спільно з «Простір Ідей Майстерня»